# لويس دوغان
لويس دوغان (بالإسبانية: Luis Duggan)‏ هو لاعب البولو أرجنتيني، ولد في 6 مارس 1906 في بوينس آيرس في الأرجنتين، وتوفي في 12 يونيو 1987.

## وصلات خارجية
- لويس دوغان على موقع أوليمبيديا (الإنجليزية)